# Konoe Iehira
Konoe Iehira (近衛 家平) (1282 - 1324), fils de Konoe Iemoto, est un noble de cour japonais (kugyō) de l'époque de Kamakura (1185–1333). Il exerce la fonction de régent kampaku de 1313 à 1315. Il a un fils avec une roturière, Konoe Tsunetada.

## Source de la traduction
- (en) Cet article est partiellement ou en totalité issu de l’article de Wikipédia en anglais intitulé « Konoe Iehira » (voir la liste des auteurs).